# Léon Gabalas
Léon Gabalas (en grec : Λέων Γαβαλᾶς) est un Grec de Byzance qui dirige de façon indépendante l'île de Rhodes et les îles environnantes. Cette « principauté » est établie à la suite de la dissolution de l'Empire byzantin du fait de la quatrième croisade en 1204. Il reconnaît toutefois la suzeraineté de l'empire de Nicée mais reste de facto indépendant jusqu'à sa mort vers le début des années 1240.

## Biographie
Gabalas appartient à une vieille famille aristocratique dont les origines remontent au moins au début du xe siècle quand Anne Gabalas se marie à Étienne Lécapène, coempereur et fils de Romain Ier Lécapène. La famille reste d'une importance relative faible par la suite mais certains de ses membres occupent d'importantes fonctions civiles et ecclésiastiques aux XIe et XIIe siècles.
Rien n'est connu du début de sa vie et son existence est mentionnée pour la première fois en 1232-1233. L'origine de son acquisition du titre de césar et les détails de sa prise de contrôle de Rhodes sont floues. Les sources contemporaines affirment que l'île de Rhodes a quitté le giron byzantin pour basculer aux mains d'un dirigeant indépendant au moment de la Quatrième croisade (1203-1204). Ce dirigeant est souvent identifié à Léon mais Nicéphore Blemmydès affirme qu'il détient son titre grâce au droit héréditaire. Cela pourrait indiquer l'existence d'un prédécesseur inconnu qui se serait emparé de l'île,. Il a été suggéré qu'à un certain moment, Léon a reconnu la suzeraineté de l'empire de Nicée et que son titre de césar pourrait lui avoir été décerné par Théodore Ier Lascaris ou Jean III Doukas Vatatzès. A contrario, s'il (lui ou un parent) détient le pouvoir sur Rhodes depuis avant 1203, ce titre pourrait lui avoir été conféré par les empereurs de la dynastie Ange,.
Quelles que soient les natures de ses relations avec l'empire de Nicée, il est certain selon Georges Acropolite qu'il continue à agir comme un prince indépendant, ce qui provoque la colère de Jean III Vatatzès. Ce dernier lance une expédition contre Rhodes en 1232-1233. Elle est dirigée par le grand domestique Andronic Paléologue et supervisée avec attention par l'empereur en personne. Enfin, Blemmydès accompagne l'expédition et débarque avec elle sur l'île. Cette dernière est ravagée et Acropolite affirme que l'expédition est un succès sans donner plus de détails,. Quel que soit le résultat, Gabalas garde le contrôle effectif sur Rhodes puisque l'année suivante (en août 1234), il conclut un traité d'alliance avec Venise. Il se présente lui-même comme « césar » et « seigneur de Rhodes et des Cyclades ». Dans ce traité, Gabalas reconnaît le doge de Venise comme son seigneur et s'accorde sur un traité d'assistance mutuelle en cas d'attaque d'une des parties par Vatatzès. Enfin, Léon promet son aide en cas de rébellion contre Venise sur l'île de Crète. Toutefois, en 1235-1236, il se joint à Vatatzès dans attaque contre Constantinople. Il est même mentionné qu'il a combattu contre la flotte vénitienne.
La date de la mort de Léon est inconnue. Il est certainement mort en 1248 quand son frère Jean Gabalas (qui n'est mentionné en tant que césar mais en tant que « maître de Rhodes ») contrôle l'île et appelle à l'aide les troupes de l'empire de Nicée à la suite d'une attaque génoise. Les Génois parviennent à s'emparer de l'île et la suprématie des Gabalas sur Rhodes est détruite. En effet, même si l'empire de Nicée parvient à chasser les Génois de l'île, celle-ci n'est pas rendue à Jean mais devient une province de l'empire de Nicée,.

## Sources
- Jean-Claude Cheynet, Pouvoirs et contestations à Byzance (963-1210), Paris, Publications de la Sorbonne, 1996
- (en) Michael F. Hendy, Catalogue of the Byzantine Coins in the Dumbarton Oaks Collection and in the Whittemore Collection, Volume 4: Alexius I to Michael VIII, 1081–1261 – Part 2: The Emperors of Nicaea and Their Contemporaries (1204–1261), Washington D.C., Dumbarton Oaks, Research Library and Collection, 1999
- (en) Ruth Macrides, George Akropolites: The History – Introduction, Translation and Commentary, Oxford University Press, 2007
- (en) Kenneth Meyer Setton, The Papacy and the Levant, 1204–1571: Volume I. The Thirteenth and Fourteenth Centuries, Philadelphie, The American Philosophical Society, 1976